# Die kleinen Zauberlehrlinge
Die kleinen Zauberlehrlinge ist ein Kinderspiel der Spieleautoren Thomas Daum und  Violetta Leitner. Das Spiel für zwei bis vier Spieler ab fünf Jahren dauert etwa 20–25 Minuten pro Runde. Es ist im Jahr 2010 bei Drei Magier Spiele erschienen und wurde 2011 für das Kinderspiel des Jahres nominiert und wurde Finalist beim französischen Les Trois Lys.

## Thema und Ausstattung
Bei dem Spiel geht es um einen kleinen Drachen, der in seiner Höhle nach funkelnden Edelsteinen sucht. Das Spielmaterial besteht neben der Spielanleitung aus 
- einem Spielfeld in der Spielschachtel mit 12 Metallkugeln unterhalb des Spielbretts, darauf
  - eine dreiteilige Feuerstelle (3-teilig) und
  - vier Zauberkesseln,
- vier Zauberlehrlingen mit Magnet,
- vier Zauberstäben zum Schieben der Zauberlehrlinge,
- 16 Zaubertrankzutaten in Form von Kugeln (4× rot, 4× grün, 4× gelb, 4× blau) und
- einer Feuerkugel aus Glas

## Spielweise
Vor Spielbeginn wird das Spielfeld aufgebaut, dafür werden die Zauberkessel an den Spielfeldecken und die zentrale Feuerstelle aufgebaut. Die Spieler wählen eine Figur und erhalten zusätzlich jeweils vier Zutatenkugeln in unterschiedlicher Farbe, die sie in ihren Startbereich legen, und einen Zauberstab. Die Feuerkugel wird oberhalb der Feuerstelle auf dem Gestell platziert.
Beginnend mit einem Startspieler platzieren die Mitspieler jeweils eine Kugel auf ihrer Spielfigur und schieben diese vom Startfeld in Richtung des entsprechenden farblich gekennzeichneten Kessels in der Spielfeldecke. Dabei müssen sie aufpassen, dass sie weder auf die gekennzeichneten Stolperfallen an der Feuerstelle und den anderen Kesseln noch auf die acht versteckten Fallen kommen, bei denen ihre Figur umfällt und sie die Kugel verlieren. Vor der passenden Feuerstelle müssen sie ihre Figur so auf die Stolperfalle schieben, dass die Kugel in den Kessel fällt, danach ist der nächste Spieler an der Reihe. Hat ein Spieler bereits alle Zutaten verteilt, dürfen die Mitspieler jeweils bis zu zwei Zutaten transportieren und sie bei einem der möglichen Kessel abliefern. Spieler, die ihre letzte Zutat in einen Kessel gebracht haben, dürfen in der folgenden Runde versuchen, mit der Feuerkugel das Feuer zu entfachen. Dafür müssen sie diese auf ihre Spielfigur stellen und bei den Stolperfallen an der Feuerstelle so umfallen, dass die Kugel im Feuer landet.
Sobald ein Spieler das Feuer entzündet hat, endet das Spiel und der Spieler gewinnt.

## Ausgaben und Rezeption
Das Spiel Die kleinen Zauberlehrlinge wurde von Thomas Daum und Violetta Leitner entwickelt und 2010 bei Drei Magier Spiele, der Kinderspiel-Marke des Verlags Schmidt Spiele, zu den Internationalen Spieltagen in Essen (SPIEL '10) als multilinguale Version veröffentlicht. Wie zahlreiche andere Spiele des Verlages wurde auch Die kleinen Zauberlehrlinge von Rolf Vogt illustriert. Es wurde 2011 für das Kinderspiel des Jahres nominiert und wurde Finalist beim französischen Les Trois Lys. Die Jury zum Kinderspiel des Jahres bezeichnete das Spiel als „wunderbar ausgestattetes Magnetspiel, bei dem auch Fingerspitzengefühl gefragt ist“ und begründete ihre Entscheidung wie folgt:

„Kaum ist der dreidimensionale Spielplan aufgebaut, eröffnet sich eine zauberhafte Spielatmosphäre mit hohem Aufforderungscharakter. Und gerät die Figur wie von Zauberhand ins Stolpern, ist die Überraschung bei den Kindern groß, denn erst ein Blick unter das Spielbrett offenbart die Ursache. Wieder einmal ist es dem Verlag Drei Magier Spiele auf phantasievolle Weise gelungen, die Magie der Magnete kindgerecht mit Geschicklichkeits- und Memo-Elementen zu kombinieren.“

Nach der ersten multilingualen Version des Spiels bei Drei Magier Spiele erschienen eine weitere Version auf Polnisch sowie eine weitere Version auf Englisch, Französisch und Spanisch bei 	Playroom Entertainment für den amerikanischen Markt.

## Belege
1. 1 2 3 4 5  Spieleanleitung Die kleinen Zauberlehrlinge (Memento des Originals vom 3. August 2016 im Internet Archive)  Info: Der Archivlink wurde automatisch eingesetzt und noch nicht geprüft. Bitte prüfe Original- und Archivlink gemäß Anleitung und entferne dann diesen Hinweis.
2. 1 2  Die kleinen Zauberlehrlinge auf der Website der Jury zum Kinderspiel des Jahres; abgerufen am 20. Mai 2017.
3. ↑  Versionen von Die kleinen Zauberlehrlinge bei BoardGameGeek; abgerufen am 20. Mai 2017.